# 解誠
解诚（？—1293年），元朝易州定兴（今河北定兴）人。
解诚善于水战。蒙哥汗时，随大军攻打南宋，设方略计策，夺敌船以千计，以功升任水军万户，兼都水监使。焦湖（今巢湖）之战，又夺宋军战船三百艘，大败宋朝援军。后攻打南宋安丰、寿州、泗州、亳州等地，都立下功劳。1253年，跟随忽必烈攻灭云南大理国。1259年，攻打宋朝鄂州，再夺战船千余艘。1293年（至元三十年），去世，追贈推忠宣力功臣、龍虎衛上将軍、同知枢密院事、上護軍，追封易国公、諡武定。他的儿子解汝楫，解汝楫的儿子解帖哥。